# 趙鼎
趙鼎（ちょう てい、生没年不詳）は、高麗の重臣。古代中国の趙の王族の末裔とされ、中国唐末期に朝鮮半島に渡った。咸安趙氏の始祖。高句麗、新羅、百済の滅亡後、高麗の太祖王建に重用され、931年に咸安（ハマン・現在の慶尚南道の一部。古代の伽耶国のあたり）の守護を命じられた。高麗建国に奏功したため、開国壁上一等功臣、大将軍、元尹を叙勲。

## 概要
中国唐末期に朝鮮半島に亡命した3人の兄弟があった。長男・趙鼎は新羅へ、次男は百済へ、三男は高句麗へと渡った。唐が弱体化すると、朝貢国である新羅も政治腐敗から国内が乱れた。新羅末の戦乱期に建国された高麗は、後百済、後高句麗を平定し、朝鮮半島を統一した。931年、高麗太祖王建の命により、趙鼎は安氏、李氏と共に三家の一として咸安の地の守護を任された。